# Viasat + Inmarsat Grondstation voor Satellietcommunicatie
Het Viasat + Inmarsat Grondstation voor Satellietcommunicatie is een locatie waar 24 uur per dag de wereldwijde satellietdiensten van Viasat worden beheerd. Een van de grondstations staat in de Nederlandse plaats Burum.

## Huidig gebruik
Het grondstation voor satellietcommunicatie is momenteel in eigendom van Viasat. Vanaf deze locatie worden, 24 uur per dag (24/7), de wereldwijde satelliet diensten van Viasat beheerd. De diensten bestaan uit alle mogelijke vormen van communicatie op locaties waar (evt tijdelijk) geen mogelijkheid is voor communicatie middels vaste netwerken/kabels. Denk daarbij aan communicatie met schepen, boorplatformen, vliegtuigen maar ook aan tijdelijke communicatie voor bijvoorbeeld Artsen Zonder Grenzen en het Rode Kruis. (bijvoorbeeld na aardbevingen of andere rampen).

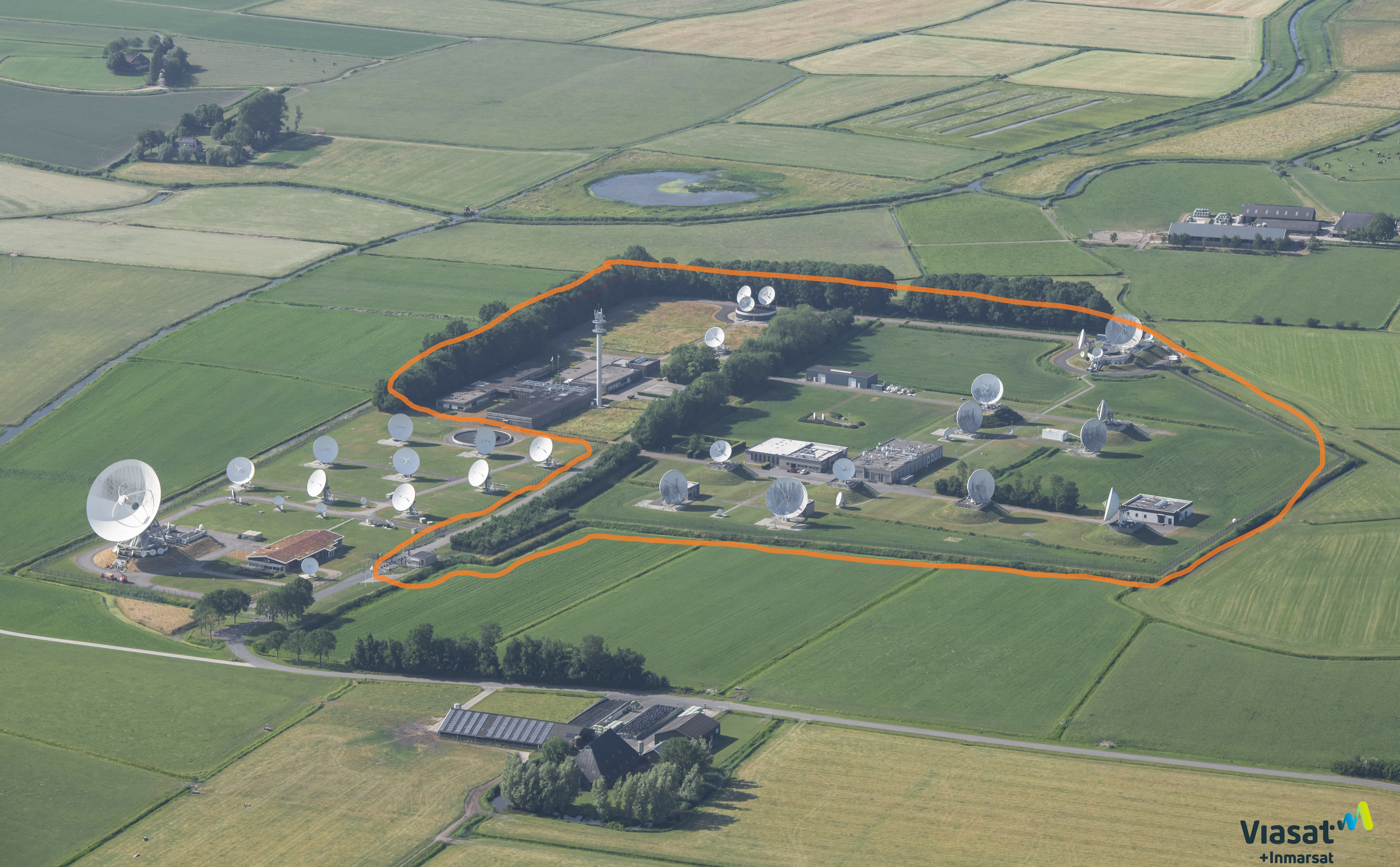
Viasat + Inmarsat grondstation in het oranje kader - Linksvoor het afluisterstation

## Geschiedenis

### 1973-1998 - 1e 25 jaar
In 1969 nam de PTT het besluit om 'een grondstation als schakel in het trans-Atlantische beeld- en berichtenverkeer via kunstmanen' te gaan bouwen. Het grondstation werd in 1973 (12 september 1973) geopend door de toenmalige koningin Juliana en door de PTT als het eerste Nederlandse grondstation voor internationale verbindingen via satellieten in gebruik genomen. De Burum-1 antenne werd ingezet om verbindingen met landen rond de Atlantische Oceaan te realiseren. In verband met het toenemende vraag naar verbindingen werd in 1978 een tweede antenne (Burum-2) in gebruik genomen. Deze werd ingezet voor verbindingen met landen gelegen rond de Indische Oceaan. In verband met toename van het verkeer is het aantal antennes in de jaren 80 met nog twee grote oren uitgebreid (Burum-3 & Burum-4). In 1979 wordt o.a door de Nederlands PTT (gezamenlijk met 36 andere landen) Inmarsat (International Maritime Satellite organisation) opgericht. In 1991 wordt in Burum gebouw B gebouwd , dit gebouw is speciaal gebouwd om voor de PTT (als Inmarsat Service Provider werkend onder merknaam Station 12) de apparatuur voor de diverse Inmarsat services te huizen. Aansluitend aan de bouw van geb B werden er ook 6 antennes (9-13m) voor de Station-12 services gebouwd (Burum-6, -7, -9, -10, 11 en-12).

### 1998-2023  - 2e 25 jaar
Station12 was inmiddels uitgegroeid tot de grootste aanbieder van Inmarsat diensten ter wereld. In 2001 werd door, inmiddels KPN, tezamen met Telstra (Australië) Xantic opgericht, waarbij KPN 65% eigendom heeft. In 2001/2002 zijn er enkele schotelantennes en bijbehorend gebouw gebouwd in opdracht van Inmarsat. Door de toenemende concurrentie in de satellietcommunicatie wereld werd Xantic in 2007 door het Canadese Stratos overgenomen. Daaropvolgend heeft Inmarsat (geprivatiseerd in 1999) Stratos in 2009 overgenomen. Waarbij de merknaam Stratos per 2012 werd gewijzigd in Inmarsat. 
In 2005 is een deel van het terrein verkocht aan de AIVD/MIVD (NSO) voor de vestiging van een afluiterstation, Daarbij zijn naast het terrein ook de Burum-1 en Burum-3 in eigendom overgegaan
In verband met de steeds beter wordende technieken/apparatuur is de noodzaak voor grote (>16 meter) schotelantennes steeds minder en daarom zijn de Burum-4 (2008) en de Burum-2 (2012) gesloopt..
In 2023 is Inmarsat door het Amerikaanse bedrijf Viasat overgenomen waarbij het een van de grootste aanbieders van mobiele communicatie is ontstaan.